# Elena Bogdanová
Elena Bogdanová (* 28. března 1992 Craiova) je rumunská profesionální tenistka hrající levou rukou. Ve své dosavadní kariéře vyhrála na okruhu WTA Tour jeden deblový turnaj. V rámci okruhu ITF získala do roku 2015 čtyři tituly ve dvouhře a patnáct ve čtyřhře.
Na žebříčku WTA byla ve dvouhře nejvýše klasifikována v červenci 2011 na 151. místě a ve čtyřhře pak v říjnu téhož roku na 96. místě. Trénují ji Artemon Apostu Jefremov a Adrian Gavrila.
Premiérové finále na okruhu WTA proměnila v titul, když ve finále čtyřhry BRD Bucharest Open 2014, poprvé hraného na bukurešťské antuce, zvítězila s krajankou Alexandrou Cadanțuovou nad turecko-italskou dvojicí Çağla Büyükakçayová a Karin Knappová opět až v supertiebreaku.
Do rumunského fedcupového týmu nebyla ke konci sezóny 2014 ani jednou nominovaná.

## Juniorská kariéra
V juniorské čtyřhře Australian Open 2008 postoupila s japonskou hráčkou Misaki Doiovou do finále, v němž nenašly recept na favorizovaný nejvýše nasazený pár Rusek Xenija Lykinová a Anastasija Pavljučenkovová. V juniorské dvouhře French Open 2008 se pak probojovala do finále, v němž nestačila na krajanku Simonu Halepovou po třísetovém průběhu 6–4, 6–7 a 6–2.
V sezóně 2009 vyhrála po boku Tchajwanky Noppawan Lertcheewakarnové juniorskou čtyřhru French Open 2009, když v utkání o titul zdolaly maďarsko-britský pár Tímea Babosová a Heather Watsonová po rozdělení úvodních dvou sad 3–6 a 6–3, až v supertiebreaku poměrem míčů 10–8.
Na kombinovaném juniorském žebříčku ITF nejvýše figurovala v lednu 2009 na 3. místě.

## Finálové účasti na turnajích WTA Tour
| Legenda                           |
| --------------------------------- |
| D – dvouhra; Č – čtyřhra          |
| Grand Slam (0)                    |
| WTA Tour Championships (0)        |
| Premier Mandatory & Premier 5 (0) |
| Premier (0)                       |
| International (1–0 Č)             |

### Čtyřhra: 1 (1–0)
| Stav    | Č. | Datum           | Turnaj             | Povrch | Spoluhráčka          | Soupeřky ve finále                 | Výsledek         |
| ------- | -- | --------------- | ------------------ | ------ | -------------------- | ---------------------------------- | ---------------- |
| Vítězka | 1. | 13. června 2014 | Bukurešť, Rumunsko | antuka | Alexandra Cadanțuová | Çağla Büyükakçayová Karin Knappová | 6–4, 3–6, [10–5] |

## Finálové účasti na turnajích okruhu ITF
| $100,000 tournaments |
| $75,000 tournaments  |
| $50,000 tournaments  |
| $25,000 tournaments  |
| $15,000 tournaments  |
| $10,000 tournaments  |

### Dvouhra: 7 (4–3)
| Stav       | Č. | Datum             | Turnaj             | Povrch | Soupeřka ve finále      | Výsledek      |
| ---------- | -- | ----------------- | ------------------ | ------ | ----------------------- | ------------- |
| Finalistka | 1. | 28. dubna 2008    | Bukurešť, Rumunsko | antuka | Simona Halepová         | 1–6, 3–6      |
| Finalistka | 2. | 11. května 2009   | Bukurešť, Rumunsko | antuka | Verdiana Verardiová     | 6–3, 5–7, 1–6 |
| Vítězka    | 3. | 8. června 2009    | Bukurešť, Rumunsko | antuka | Simona Mateiová         | 6–4, 6–3      |
| Vítězka    | 4. | 20. července 2009 | Bukurešť, Rumunsko | antuka | Dia Jevtimovová         | 6–3, 6–1      |
| Vítězka    | 5. | 10. října 2010    | Madrid, Španělsko  | antuka | Leticia Costasová       | 6–4, 6–2      |
| Finalistka | 6. | 9. října 2011     | Dobrich, Bulharsko | antuka | Elitsa Kostovová        | 6–7(6–8), 2–6 |
| Vítězka    | 7. | 16. června 2014   | Galați, Rumunsko   | antuka | Oana Georgeta Simionová | 6–3, 6–1      |

### Čtyřhra: 28 (15–13)
| Stav       | Č.  | Datum             | Turnaj        | Povrch  | Spoluhráčka           | Soupeřky ve finále                         | Výsledek                    |
| ---------- | --- | ----------------- | ------------- | ------- | --------------------- | ------------------------------------------ | --------------------------- |
| Finalistka | 1.  | 29. září 2008     | Sandanski     | koberec | Aljona Sotnikovová    | Laura-Ioana Andreiová Sylwia Zagórská      | 3–6, 1–6                    |
| Finalistka | 2.  | 13. dubna 2009    | Hvar          | antuka  | Martina Borecká       | Réka-Luca Janiová Martina Kubičíková       | 4–6, 6–0, [6–10]            |
| Finalistka | 3.  | 1. března 2010    | Lyon          | tvrdý   | Stéphanie Vongsouthi  | Olga Brózdová Magdalena Kiszczyńská        | 7–5, 4–6, [6–10]            |
| Finalistka | 4.  | 5. července 2010  | Aschaffenburg | antuka  | Andrea Koch Benvenuto | Teodora Mirčićová Erika Semová             | 6–7(4–7), 6–2, [8–10]       |
| Vítězka    | 1.  | 30. července 2010 | Bukurešť      | antuka  | Irina-Camelia Beguová | María Irigoyenová Florencia Molinerová     | 6–1, 6–1                    |
| Vítězka    | 2.  | 25. září 2010     | Bukurešť      | antuka  | Irina-Camelia Beguová | Leticia Costasová Eva Bruguésovová         | 6–1, 6–3                    |
| Finalistka | 5.  | 8. října 2010     | Madrid        | antuka  | Irina-Camelia Beguová | Lara Arruabarrenová MT Torró Florová       | 4–6, 5–7                    |
| Vítězka    | 3.  | 12. února 2011    | Cali          | antuka  | Irina-Camelia Beguová | Jekatěrina Ivanovová Kathrin Wörleová      | 2–6, 7–6(8–6), [11–9]       |
| Finalistka | 6.  | 8. července 2011  | Craiova       | antuka  | Mihaela Buzărnescuová | Diana Enacheová Daniëlle Harmsenová        | 6–4, 6–7(7–5), [6–10]       |
| Vítězka    | 4.  | 22. července 2011 | Bukurešť      | antuka  | Irina-Camelia Beguová | Maria Elena Camerinová İpek Şenoğluová     | 6–7(7–1), 7–6(7–4), [16–14] |
| Finalistka | 7.  | 30. července 2011 | Olomouc       | antuka  | Julia Bejgelzimerová  | Michaëlla Krajiceková Renata Voráčová      | 5–7, 4–6                    |
| Vítězka    | 5.  | 2. září 2011      | Mamaia        | antuka  | Alexandra Cadanțuová  | Marina Šamajková Sofia Šapatavová          | 6–2, 6–2                    |
| Finalistka | 8.  | 24. září 2011     | Tbilisi       | antuka  | Andrea Koch Benvenuto | Iryna Burjačoková Réka-Luca Janiová        | 6–7(7–3), 2–6               |
| Vítězka    | 6.  | 1. října 2011     | Telavi        | antuka  | Mihaela Buzărnescuová | Jekatěrine Gorgodzeová Anastasia Grymalská | 1–6, 6–1, [10–3]            |
| Vítězka    | 7.  | 21. května 2012   | Civitavecchia | antuka  | Ioana Olaruová        | Claudia Giovineová Marina Šamajková        | 6–3, 7–5                    |
| Vítězka    | 8.  | 27. dubna 2012    | Tunis         | antuka  | Ioana Olaruová        | Inés F. Suárezová Richèl Hogenkampová      | 6–4, 6–3                    |
| Finalistka | 9.  | 19. května 2012   | Casablanca    | antuka  | Ioana Olaruová        | Olga Savčuková Renata Voráčová             | 1–6, 4–6                    |
| Vítězka    | 9.  | 3. června 2012    | Maribor       | antuka  | Kathrin Wörleová      | Karen Barbatová Anna-Lena Friedsamová      | 6–2, 2–6, [10–5]            |
| Finalistka | 10. | 8. července 2012  | Versmold      | antuka  | Réka-Luca Janiová     | Mailen Aurouxová María Irigoyenová         | 1–6, 4–6                    |
| Finalistka | 11. | 21. července 2012 | Bukurešť      | antuka  | Ioana Olaruová        | Irina-Camelia Beguová Alizé Cornetová      | 2–6, 0–6                    |
| Vítězka    | 10. | 5. srpna 2012     | Trnava        | antuka  | Renata Voráčová       | Marta Domachowská Sandra Klemenschits      | 7–6(7–2), 6–4               |
| Vítězka    | 11. | 1. září 2012      | Mamaia        | antuka  | Ioana Olaruová        | Danka Kovinićová Tadeja Majeričová         | 7–6(7–4), 6–3               |
| Vítězka    | 12. | 27. října 2012    | Brasília      | antuka  | Ioana Olaruová        | Timea Bacsinszká Julia Cohenová            | 6–3, 3–6, [10–8]            |
| Vítězka    | 13. | 4. listopadu 2012 | Buenos Aires  | antuka  | Ioana Olaruová        | MF Álvarez Teránová Maria Alvesová         | 1–6, 6–2, 10–7              |
| Finalistka | 12. | 26. května 2013   | Caserta       | antuka  | Cristina Dinuová      | Danka Kovinićová Renata Voráčová           | 4–6, 6–7(7)                 |
| Finalistka | 13. | 7. července 2013  | Toruň         | antuka  | Julia Bejgelzimerová  | Paula Kaniová Magda Linetteová             | 2–6, 6–4, 5–10              |
| Vítězka    | 14. | 4. srpna 2013     | Bad Saulgau   | antuka  | Laura-Ioana Andreiová | Barbora Krejčíková Kateřina Siniaková      | 6–7(11), 6–4, 10–8          |
| Vítězka    | 15. | 10. srpna 2014    | Hechingen     | antuka  | Valerija Solovjovová  | Carolin Danielsová Antonia Lottnerová      | 6–3, 6–1                    |

## Juniorská finále na Grand Slamu

### Dvouhra juniorek: 1 (0–1)
| Stav       | Č. | Rok  | Turnaj      | Soupeřka ve finále | Výsledek           |
| Finalistka | 1. | 2008 | French Open | Simona Halepová    | 4–6, 7–6(7–3), 2–6 |

### Čtyřhra juniorek: 2 (1–1)
| Stav       | Rok  | Turnaj          | Povrch | Spoluhráčka                | Soupeřky ve finále                         | Výsledek         |
| ---------- | ---- | --------------- | ------ | -------------------------- | ------------------------------------------ | ---------------- |
| Finalistka | 2008 | Australian Open | tvrdý  | Misaki Doiová              | Xenija Lykinová Anastasija Pavljučenkovová | 0–6, 4–6         |
| Vítězka    | 2009 | French Open     | antuka | Noppawan Lertcheewakarnová | Tímea Babosová Heather Watsonová           | 3–6, 6–3, [10–8] |